# Юсупова, Лида
Лида Юсупова (полное имя Лидия Марковна Юсупова; род. 10 декабря 1963, Петрозаводск) — русскоязычная поэтесса и прозаик.

## Биография
Родилась в Петрозаводске. С 1981 г. жила в Ленинграде, окончила факультет журналистики Ленинградского университета. Работала в детской редакции Ленинградского радио, в альтернативном арт-журнале для детей «Топ-шлёп». В 1996 г. эмигрировала из России, жила в Израиле, затем в Канаде. С июня 2004 года проживает в Белизе на острове Сан-Педро.
Публикации в антологии «Освобождённый Улисс», журналах и альманахах «Петербургские чтения», «Urbi», «Тритон», «Воздух», «Цирк „Олимп“+TV», «Новое литературное обозрение», «Новый Журнал», «Митин журнал», «Сетевая словесность», «TextOnly», «Сноб» и др.
Лауреат премии «Различие» (2017) и премии «Вавилона» (2021).